# Liste der Stolpersteine in Bad Sassendorf
In der Liste der Stolpersteine in Bad Sassendorf werden die vorhandenen Gedenksteine aufgeführt, die im Rahmen des Projektes Stolpersteine des Künstlers Gunter Demnig bisher in Bad Sassendorf verlegt worden sind. Die beiden Stolpersteine wurden im Vorfeld von Bauarbeiten im November 2020 entfernt und sind eingelagert worden, nach Abschluss der Bauarbeiten sollen sie wieder an demselben Ort verlegt werden.

## Verlegte Stolpersteine
| Adresse          | Name            | Inschrift | Verlegedatum  | Bild | Biografie und Anmerkungen                      |
| ---------------- | --------------- | --- | ------------- | ---- | ---------------------------------------------- |
| Kaiserstraße 5 · | Hedwig Weinberg | Hier wohnte Hedwig Weinberg geb. Nathan Jg. 1890 deportiert 1942 Ghetto Zamosc für tot erklärt                    | 10. Juli 2012 |      | geboren am 30. September 1890 in Münstereifel  |
| Kaiserstraße 5 · | Gerd Weinberg   | Hier wohnte Gerd Weinberg Jg. 1924 Flucht Holland interniert Westerbork deportiert 1943 Sobibor ermordet 2.7.1943 | 10. Juli 2012 |      | geboren am 16. Dezember 1924 in Bad Sassendorf |